# Bathydoxa euxesta
Bathydoxa euxesta är en fjärilsart som beskrevs av Turner 1935. Bathydoxa euxesta ingår i släktet Bathydoxa och familjen plattmalar. Inga underarter finns listade i Catalogue of Life.